# Kordit

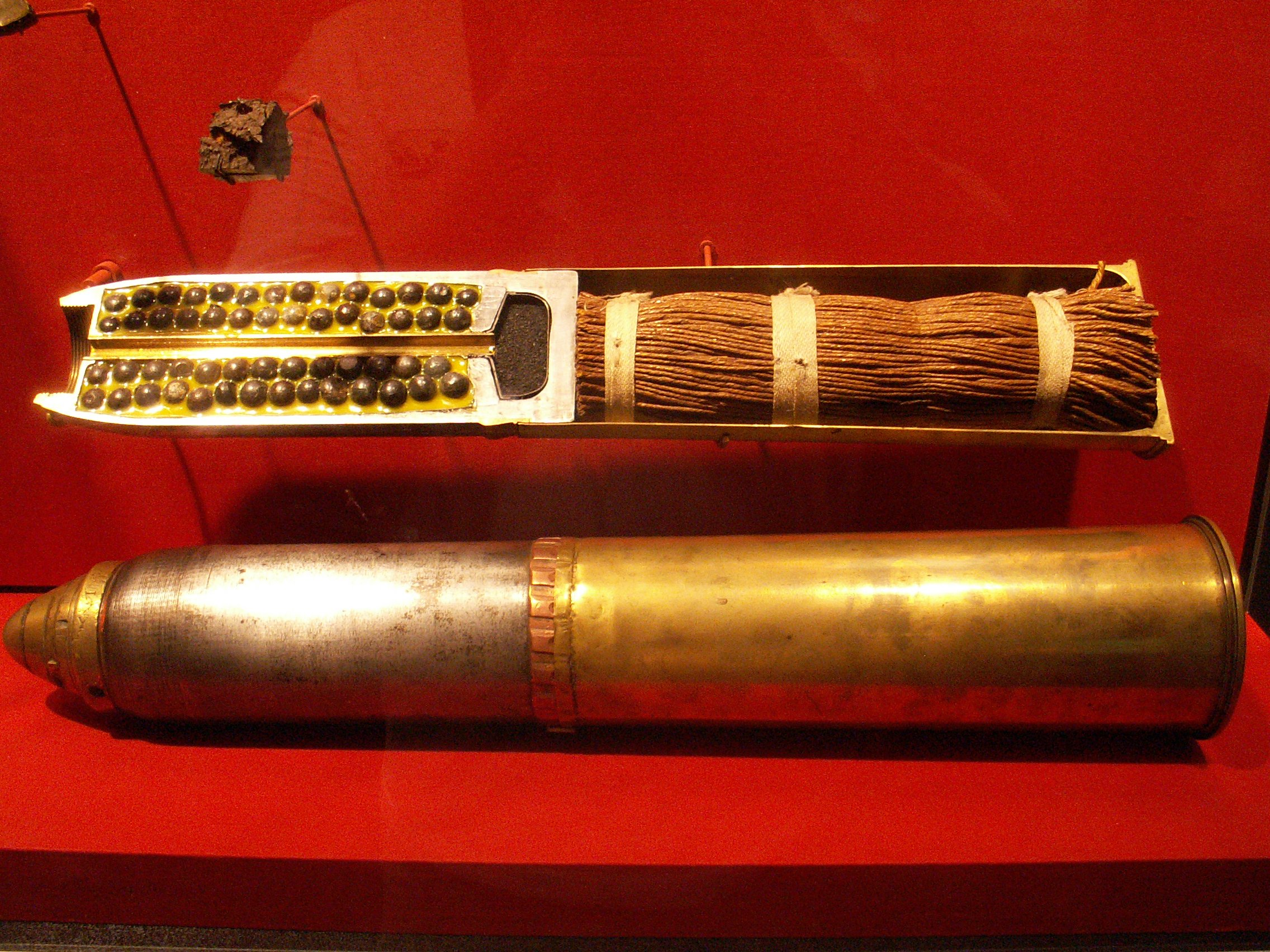
Dělostřelecký šrapnel obsahující kordit. Kanadské vojenské muzeum

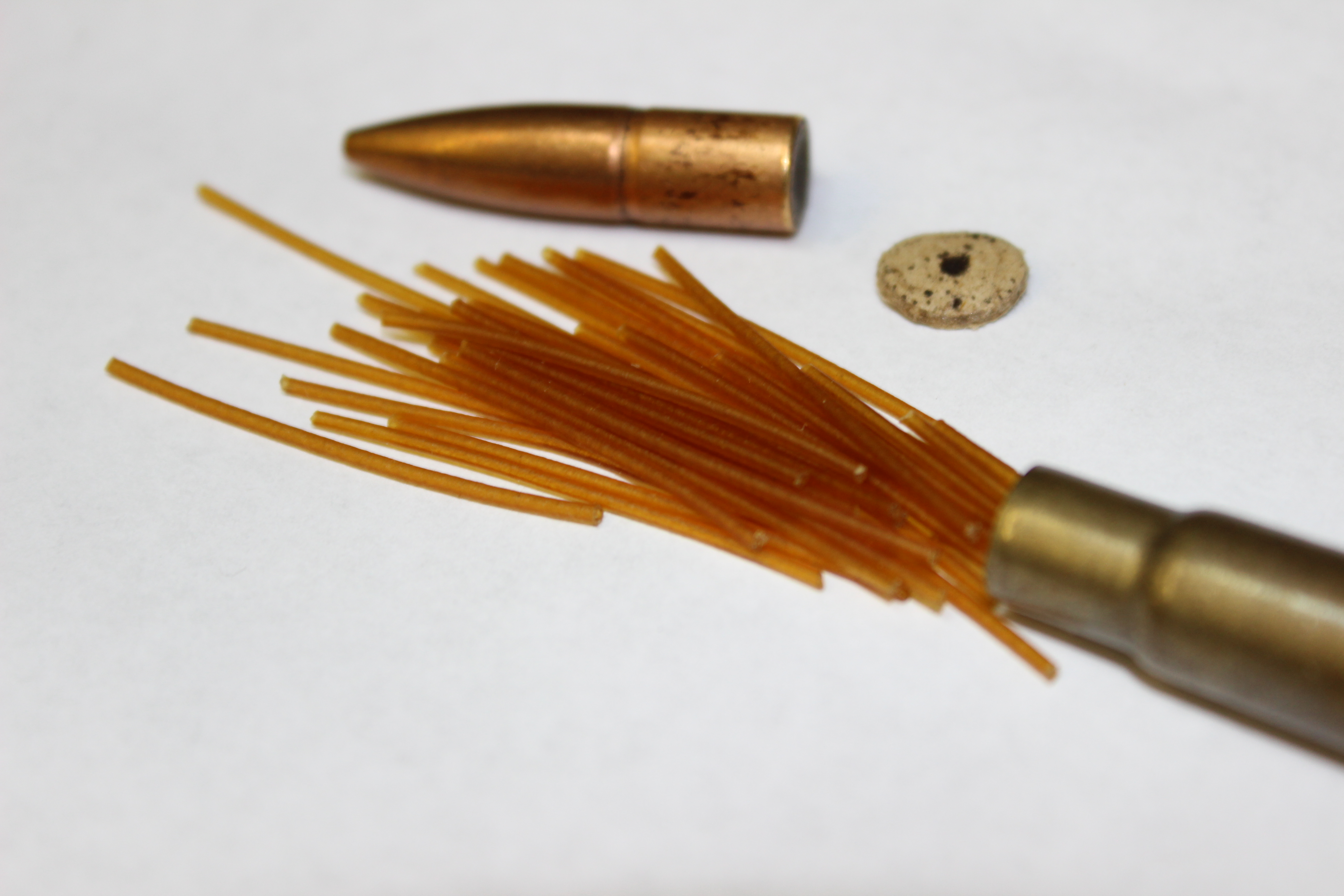
Britská patrona ráže 7,65 s korditovou náplní

Kordit nebo Cordit je souhrnný název pro řadu bezdýmných výbušnin, vynalezených mezi polovinou 19. a polovinou 20. století, které se používaly jako pohonná směs do nábojů střelných zbraní, od ručních zbraní až po těžká děla.  

## Historie
Do střelných zbraní se po staletí používal střelný prach, výbušná směs síry, dřevěného uhlí a sanytru (dusičnan draselný), ale v novodobých zbraních přestal vyhovovat. Při jeho hoření vzniká mnoho kouře, který je daleko vidět a posádky tanků či letadel silně obtěžuje; ve spalných plynech vzniká oxid siřičitý, který má silné korozivní účinky. Proto se užívá už jen velmi zřídka, například v zábavní pyrotechnice. Náhrada se hledala ve výbušninách, založených na působení kyseliny dusičné na látky jako je celulóza nebo glycerin. 
První "bezdýmný" prach vynalezl pruský důstojník Johann Schulze roku 1865 a roku 1884 vynalezl francouzský chemik Paul Vieille "bílý prach" (jako protiklad k tradičnímu "černému"). Byla to nitrocelulóza, rozpuštěná v etanolu a éteru, vyválcovaná do tenké vrstvy, usušená a nařezaná na malé šupiny. Roku 1887 vynalezl Alfred Nobel se svými spolupracovníky[který?] ballistit, složený z 10 % kafru, 45 % nitroglycerinu a 45 % nitrocelulózy. Kafr se ovšem časem vypařil a směs byla nestabilní.
Frederick Abel a James Dewar vyvinuli podobnou recepturu, 58 % nitroglycerinu, 37 % nitrocelulózy a 5 % vazelíny. Směs se rozpustila v acetonu, protlačila sítem jako špagety a usušila. Protože se podobala provazcům (angl. cord), patentovali ji roku 1889 pod názvem Cordit. Nobel sice jejich patent napadl, protože vycházel z jeho ballistitu, při však nevyhrál a Cordit začala používat britská armáda. 
V dalších desetiletích vznikly četné varianty korditu, které kromě dvou základních látek – nitroglycerinu a nitrocelulózy – obsahovaly i další substance. Sovětský raketový kordit například obsahoval mimo jiné dinitrotoluen a centralit. Tato směs dosahovala výtokové rychlosti okolo 2000 m/s. Tak vznikly třísložkové výbušniny a po druhé světové válce se kordit téměř přestal vyrábět. Název se však stále a často vyskytuje v románech a detektivkách.